# Birdhouse in Your Soul
Birdhouse in Your Soul è un singolo del gruppo alternative rock statunitense They Might Be Giants, pubblicato nel 1989 ed estratto dall'album Flood.
Il brano è stato scritto da John Flansburgh e John Linnell.

## Tracce
- 7"/Cassetta

1. Birdhouse in Your Soul – 3:19
2. Hot Cha – 1:34

- 12"/CD

1. Birdhouse in Your Soul – 3:19
2. Hot Cha – 1:34
3. Hearing Aid – 3:26
4. Ant – 1:53